# Ottmar Palmer

Ottmar Palmer, Foto (1917)

Ottmar Georg Christian Werner Palmer (* 21. August 1873 in Trais-Horloff bei Gießen; † 30. September 1964 in Katlenburg) war ein deutscher evangelisch-lutherischer Pfarrer und Kirchenrat.

## Leben

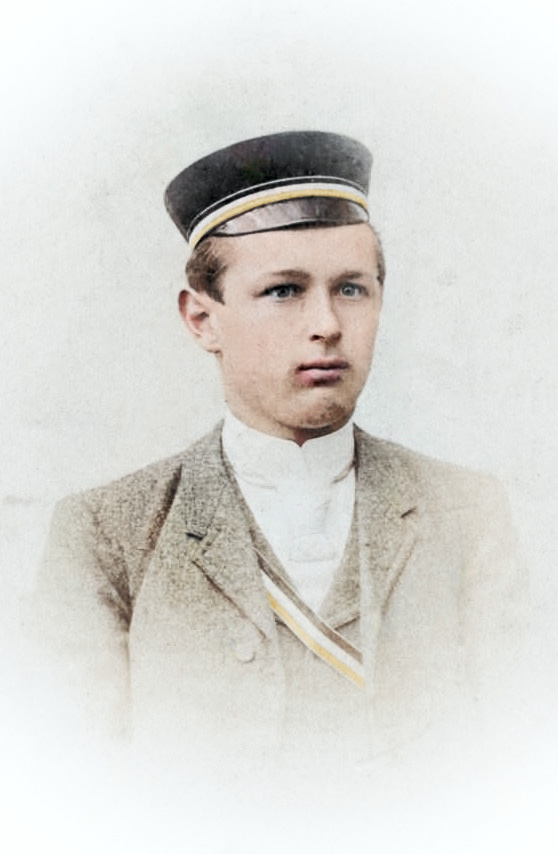
Ottmar Palmer als Greifswalder Wingolfit, 1895

Ottmar Palmer wurde 1873 in Trais-Horloff geboren. Sein Vater Carl Palmer war als Pfarrer in der Inneren Mission im Ravensberger Land tätig, bevor er 1880 die Leitung der Neu-Erkeröder Anstalten im Herzogtum Braunschweig übernahm. Ottmar Palmer besuchte das Wilhelm-Gymnasium in Braunschweig. Nach dem Abitur studierte er evangelische Theologie  in Greifswald und Halle (Saale). Während seiner Studienzeit wurde er Mitglied im Greifswalder und Hallenser Wingolf. Ab Oktober 1895 leistete er Militärdienst als Einjährig-Freiwilliger im Braunschweigischen Infanterie-Regiment Nr. 92. Er wurde im Jahr 1900 ordiniert und hatte anschließend ab 1902 eine Pfarrstelle in Ahlshausen im Kreis Gandersheim inne; von 1908 bis 1916 war er Pfarrer an der Hauptkirche BMV in Wolfenbüttel. Er wurde 1916 an die Bartholomäuskirche in Blankenburg (Harz) berufen, wo er von 1922 bis 1933 als Superintendent bzw. Kirchenrat des Kirchenkreises Blankenburg wirkte. Von 1920 bis 1923 war Palmer als Mitglied der Kirchlichen Rechten Abgeordneter der verfassungsgebenden Landessynode. Er war von 1924 bis 1933 Mitglied des Landeskirchentages.
Während der Zeit der Weimarer Republik war Palmer, wie auch seine braunschweigischen Amtskollegen Heinrich Lachmund und Karl von Schwartz, Mitglied der DNVP. Er war schon 1931 kritisch gegenüber dem Nationalsozialismus eingestellt. Im Jahr 1933 unterzeichnete er den Aufruf zur Sammlung der Jungreformatorischen Bewegung und gehörte anschließend zu den führenden Köpfen des braunschweigischen Pfarrernotbundes. Anfang 1934 wurde er unter „skandalösen Umständen“ durch den neuen Landesbischof Wilhelm Beye vom Amt des Kirchenrates suspendiert. Dessen Nachfolger Helmuth Johnsen hob die Strafe 1935 auf. Palmer ging jedoch nicht an seine alte Pfarrstelle zurück, sondern wurde Pfarrer an der Stephani-Kirche in Helmstedt, wo er bis 1937 tätig war. Er wechselte dann von der braunschweigischen in die hannoversche Landeskirche. Er hatte von 1937 bis 1950 eine Pfarrstelle in der Gemeinde Berka bei Göttingen inne. Nach dem Ende des Zweiten Weltkriegs übernahm er im September 1945 übergangsweise den Vorsitz in der Kirchenregierung und eröffnete im Februar 1946 in Wolfenbüttel den ersten verfassungsgemäß gewählten Landeskirchentag. Er verfolgte das Ziel, den BK-Mann Wilhelm Brandt zum neuen Landesbischof der Braunschweigischen Kirche wählen zu lassen. Stattdessen wurde allerdings Martin Erdmann gewählt. Aus Enttäuschung über die restaurativen Tendenzen und personellen Kontinuitäten im Landeskirchenamt zog er sich 1947 in seine Gemeinde zurück. Er ging 1950 in den Ruhestand und verfasste ein Manuskript über den Kirchenkampf in der braunschweigischen Landeskirche. Palmer starb im September 1964 im Alter von 91 Jahren in Katlenburg.

## Veröffentlichungen (Auswahl)
- Um Evangelium und Kirche. 10 Predigten, Blankenburg/Harz 1934.
- Chronik des Kirchenkampfes in Braunschweig, maschinenschriftlich [1960].